# Necropoli di Campo Reatino
La Necropoli di Campo Reatino è una necropoli scoperta casualmente nel 1929 nel territorio del comune di Rieti.

## Descrizione
La necropoli fu scoperta casualmente nel 1929 da Giacomo Caprioli.
Successivamente l'area fu indagata nel 1937 dalla Soprintendenza alle Antichità delle provincie di Roma, Aquila e Perugia.
Tra il 2011 e il 2012 l'area fu sottoposta a una campagna di scavi condotta dal dipartimento di Scienza dell'Antichità dell'Università degli Studi di Roma "La Sapienza".
Nell'area sono venute alla luce tombe risalenti all'Età del ferro e anche alcuni sepolcri di epoca romana risalenti al III-IV secolo d.C. .
I reperti più rilevanti ritrovati in quest'area, tra cui un'urna funeraria a capanna, sono oggi esposti nella sezione archeologica del Museo civico di Rieti.